# Gaston Barret
Pour les articles homonymes, voir Barret (homonymie).
Gaston-Charles Barret (né le 9 mai 1912 à Nanterre et décédé le 1er septembre 1991 à Pont-l'Abbé) est un graveur, aquarelliste et illustrateur français.
Il a illustré une cinquantaine d'ouvrages : 
- Le Grand Meaulnes d'Alain-Fournier
- Invasion 14, de Maxence Van Der Meersch, Aux éditions du Livre, Monte-Carlo, 1948.
- Z. Marcas et La Fausse maîtresse d'Honoré de Balzac
- Raboliot en 1954 et La boite à pêche de Maurice Genevoix, en 1957.
- Léon Tolstoï, La Sonate à Kreutzer et Le Bonheur conjugal, 2 volumes, 16 pointes-sèches originales par volume de Gaston Barret, traduction de Véra Volmane révisée par Henri Colas, éditions André Vial, Paris, 1952.
- Pierre Mac Orlan, Les Dés pipés ou Fanny Hill, éditions Vialetay, Paris, 1951, pointes sèches de Gaston Barret, et Surprenants visages de Paris, aquarelles de Gaston Barret, mêmes éditions, 1952.

Il a aussi illustré des textes de Francis Carco, Colette, Alphonse Daudet, Maurice Genevoix, La Fontaine, Jean de La Varende, Pierre Louÿs,  Pierre Mac Orlan, Maupassant, Marcel Pagnol, Louis Pergaud, Sade, Edmond Rostand, Saint-Exupery, Virgile.